# Mohammad Taqi Mesbah Yazdi
Mohammad Taqi Mesbah Yazdi, även skrivet Mohammad-Taqi Mesbah-Yazdi (persiska: محمدتقی مصباح‌ یزدی), född 31 januari 1934 i Yazd, Persien, död 1 januari 2021 i Teheran, var en iransk islamist, ayatolla och shiamuslimsk imam. Sedan 1975 etablerade, ledde och undervisade han vid olika religiöst akademiska institut och var senare chef för Imam Khomeini Education and Research Institute i Qom. Han var författare till många verk om islamisk och komparativ filosofi, teologi, etik och Koranens exeges. En av hans böcker behandlar islamisk teologi och har översatts till engelska med namnet Theological Instructions. Från 1991 till 2016 var han medlem av det inflytelserika Expertrådet.